# Chlamydophora
Chlamydophora é um género botânico pertencente à família Asteraceae.